# Víktor Kràvtxenko
Víktor Kràvtxenko   (Rostov del Don, 25 de maig de 1941) és un atleta rus, ja retirat, especialista en triple salt, que va competir sota bandera de la Unió Soviètica durant la dècada de 1960.
El 1964 va prendre part en els Jocs Olímpics d'Estiu de Tòquio, on guanyà la medalla de bronze en la prova del triple salt del programa d'atletisme.
En el seu palmarès també destaquen dos campionats soviètics de triple salt, el 1964 i 1966.

## Millors marques
- Triple salt. 16,57m (1964)[3]